# House of Cards (amerykański serial telewizyjny)
House of Cards – amerykański serial telewizyjny z gatunku dramatu politycznego. Serial powstał na podstawie powieści Michaela Dobbsa i nawiązuje do miniserialu BBC Dom z kart z 1990. Autorem scenariusza jest Beau Willimon.
Wszystkie 13 odcinków pierwszej serii zostało udostępnionych 1 lutego 2013 na stronie internetowej platformy Netflix. W Polsce House of Cards udostępniony został w ramach usługi VOD Seriale+ platformy nc+ od 1 lipca 2013, a następnie emitowany na kanale Ale Kino+ od 19 października 2013. Premiera drugiej serii odbyła się na stronie internetowej Netflix 14 lutego 2014, już po tym jak zapowiedziano powstanie trzeciej serii House of Cards. W Polsce druga seria emitowana była od 21 lutego 2014 przez Seriale+.
W styczniu 2016 roku ogłoszono, że w 2017 roku zostanie opublikowany piąty sezon House of Cards. W jego tworzeniu nie brał udziału twórca serii, Beau Willimon – scenariusze stworzyli jego współpracownicy z serii trzeciej i czwartej, Mellissa James Gibson i Frank Pugliese. 18 stycznia 2017 roku w liście do swoich udziałowców Netflix poinformował, że premiera serii odbędzie się, inaczej niż w poprzednich sezonach, w drugim kwartale roku – dwa dni później poinformowano, że premiera odbędzie się 30 maja 2017 roku. Premiera finałowego 6 sezonu odbyła się 2 listopada 2018.

## Obsada
- Kevin Spacey jako Francis „Frank” Underwood
- Robin Wright jako Claire Underwood
- Kate Mara jako Zoe Barnes
- Corey Stoll jako Peter Russo
- Molly Parker jako Jacqueline Sharp
- Michael Kelly jako Doug Stamper
- Sakina Jaffrey jako Linda Vasquez
- Constance Zimmer jako Janine Skorsky
- Sandrine Holt jako Gillian Cole
- Michel Gill jako Garrett Walker
- Dan Ziskie jako Jim Matthews
- Jayne Atkinson jako Catherine Durant
- Mahershala Ali jako Remy Danton
- Kristen Connolly jako Christina Gallagher
- Nathan Darrow jako Edward Meechum
- Jimmi Simpson jako Gavin Orsay
- Reg E. Cathey jako Freddy
- Sebastian Arcelus jako Lucas Goodwin
- Ben Daniels jako Adam Galloway
- Rachel Brosnahan jako Rachel Posner
- Kim Dickens jako Kate Baldwin[12]
- Jenna Stern jako ambasadorka ONZ[13]
- Paul Sparks jako Thomas Yates
- Neve Campbell jako Leann Harvey
- Joel Kinnaman jako Will Conway
- Lars Mikkelsen jako Viktor Petrov
- Curtiss Cook jako Terry Womack
- Campbell Scott jako Mark Usher
- Gerald McRaney jako Raymond Tusk
- Dominique McElligott jako Hannah Conway

W serialu pojawiali się również znani publicyści i komentatorzy polityczni, np. Candy Crowley, John King, Soledad O’Brien z telewizji CNN, Dennis Miller z Fox News, Bill Maher z HBO czy George Stephanopoulos z ABC, grając samych siebie.

## Postacie
- kongresmen Francis „Frank” Underwood – absolwent fikcyjnej szkoły „The Sentinel” (podobnej do prawdziwego college’u – The Citadel) i Harvard Law School, demokrata wybrany w piątym okręgu Karoliny Południowej, rzecznik dyscypliny partyjnej (Chief Whip), ambitny, bezkompromisowy, dążący po trupach do celu. W formule serialu często, stosując solilokwium – zwraca się bezpośrednio do widzów, zdradzając im swoje przemyślenia oraz ujawniając pogardę wobec postaci, z którymi rozmawia. Nienawidzi dzieci i nie ma zdolności empatii. W wolnych chwilach relaksuje się grając w gry typu first-person shooter na konsoli Playstation 3 oraz ćwicząc na stacjonarnej maszynie wioślarskiej. Praktykuje nocne rozmowy z żoną w oknie swojego domu, podczas których małżonkowie palą wspólnie papierosa i zwierzają się ze swoich rozterek.
- Claire Underwood – żona Francisa. Prowadzi organizację non profit Clean Water Initiative, która jest wspierana przez polityczną działalność jej męża. Jej dawną miłością jest nowojorski fotograf Adam Galloway, z którym czasem się spotyka. Podobnie jak jej mąż, dąży za wszelką cenę do postawionych sobie celów i nienawidzi sprzeciwów – w autorytarny sposób zarządzając swoją fundacją. Pozwala Frankowi na romans z Zoe, wierząc, iż ułatwi on manipulowanie dziennikarką. Nigdy nie miała dzieci; dokonała trzech aborcji. Miewa rozterki i wyrzuty sumienia, ale ma wyraźne problemy z wyrażaniem empatii i współczucia wobec cierpienia innych. Daje swojemu mężowi bardzo dużo swobody, oczekując w zamian jego bezwarunkowej szczerości i partnerstwa. Przez producentów serialu opisana słowami: „Za każdym wielkim człowiekiem stoi żona z krwią na rękach”. Pod koniec pierwszego sezonu popada w konflikt ze swoją pracownicą Gillian Cole, która nie zgadza się na wykorzystanie fundacji Claire w spotach reklamowych korporacji energetycznej.
- Zoe Barnes – dziennikarka „The Washington Herald” (później „Slugline”), kochanka Francisa regularnie przez niego informowana i manipulowana. Po rzekomym samobójstwie Petera Russo razem z Janine Skorsky próbuje nakłonić Christinę Gallagher do współpracy w celu wyjaśnienia okoliczności śmierci mężczyzny.
- Jacqueline Sharp – kongresmenka i następczyni Francisa na stanowisku Whipa Demokratów. Kochanka Remy’ego Dantona.
- kongresmen Peter Russo – demokrata wybrany w pierwszym okręgu Pensylwanii, podporządkowany Underwoodowi od kiedy ten pomógł mu wyjść z narkomanii i alkoholizmu. Frank przez pewien czas forsuje kandydaturę Russo na stanowisko gubernatora Pensylwanii, jednak w momencie, gdy Peter zaczyna wywierać na nim presję, decyduje się go zniszczyć.
- Doug Stamper – szef sztabu Underwooda. Wykonuje wszystkie zadania dla swojego szefa – również te niezgodne z prawem i etykietą kongresmena. Opiekuje się prostytutką, którą wykorzystuje wraz z Frankiem do zniszczenia kariery Petera Russo. Podczas strajku nauczycieli, bierze udział w intrydze Franka i pod osłoną nocy atakuje ich dom cegłą, po to, by zrzucić winę za agresję na strajkujących nauczycieli. W przeszłości miał problemy z alkoholem, więc poproszony przez Franka, chodził z Peterem Russo na spotkania AA.
- Linda Vasquez – szefowa sztabu Białego Domu. Po tym jak Frank pomaga jej synowi dostać się na studia, ma wobec niego dług wdzięczności.
- Janine Skorsky – dziennikarka polityczna w „The Washington Herald”, która za namową Zoe przechodzi do „Slugline”.
- Gillian Cole – pracownica Claire, założycielka World Well – organizacji pozarządowej zajmującej się dostarczaniem czystej wody do krajów rozwijających się.
- Garrett Walker – prezydent Stanów Zjednoczonych, który złamał złożoną Francisowi obietnicę nominacji na Sekretarza Stanu.
- Jim Matthews – wiceprezydent Stanów Zjednoczonych i były gubernator Pensylwanii. Jest ignorowany w Białym Domu, łatwo poddaje się manipulacjom.
- Catherine Durant – senator, która w wyniku intrygi Underwooda zostaje Sekretarzem Stanu.
- Remy Danton – współpracownik Underwooda.
- Christina Gallagher – sekretarka i kochanka Russo.
- Edward Meechum – ochroniarz i kierowca Underwooda.
- Freddy – właściciel Freddy’s BBQ – knajpy serwującej żeberka, w której stołuje się Frank Underwood.
- Lucas Goodwin – kolega, a następnie kochanek Zoe Barnes, pracownik „The Washington Herald”.
- Adam Galloway – fotograf pracujący w Nowym Jorku, kochanek Claire.
- Bob Birch – spiker Demokratów w Kongresie.
- Raymond Tusk – multimiliarder z branży energetycznej oraz główny oponent Franka w sezonie drugim.
- Rachel Posner – prostytutka wynajęta przez Douga do skompromitowania Petera Russo. Zamordowana przez Douga w 39 rozdziale.
- Heather Dunbar – prawniczka prowadząca dochodzenie w sprawie prania brudnych pieniędzy w sezonie drugim.
- Seth Grayson – sekretarz prasowy Franka Underwooda.
- Thomas Yates – pisarz zatrudniony przez Franka Underwooda do napisania książki o America Works.
- Kate Baldwin – ambitna dziennikarka oddelegowana do pracy w Białym Domu, laureatka Pulitzera. Kochanka Thomasa Yatesa.
- Donald Blythe – kongresmen.
- Leann Harvey – konsultantka polityczna z Teksasu.

## Fabuła

### Seria pierwsza
Głównym bohaterem serialu jest kongresmen Francis Underwood, bezwzględny rzecznik dyscypliny partyjnej Partii Demokratycznej w Kongresie Stanów Zjednoczonych. Ciężko pracował przy kampanii wyborczej do Białego Domu, licząc na stanowisko ministerialne w nowym rządzie. Pozbawiony przez prezydenta Stanów Zjednoczonych Garetta Walkera możliwości objęcia stanowiska Sekretarza Stanu, postanawia się na nim zemścić.
Kierowniczka kadry Białego Domu, Linda Vasquez, oświadcza Underwoodowi, że prezydent potrzebuje jego umiejętności skutecznej realizacji polityki rządowej w Kongresie, i dlatego też nie zamierza honorować ich wcześniejszego ustalenia, na mocy którego kongresmen spodziewał się nominacji na stanowisko Sekretarza Stanu. Underwood jest zmuszony szybko opanować swoje emocje i ukryć rozczarowanie, by zaprezentować się jako pomocny zwolennik nowo wybranego prezydenta. W rzeczywistości, główny bohater rozpoczyna skomplikowany plan zyskania władzy na własny użytek, za plecami prezydenta.
Jego żona Claire prowadzi organizację charytatywną ale jej intencje nie są jednak jednoznaczne. Wydaje się, że pod przykrywką działalności charytatywnej zabiega o władzę i wpływy, jednakże jej prawdziwe zamiary pozostają nieznane. By ukazać się na arenie międzynarodowej, zmienia profil działalności organizacji na umożliwiający wspieranie budowy studni międzynarodowych mających zapewnić dostęp do czystej wody. To z kolei spotyka się z dużym niezadowoleniem ze strony kierowniczki jej biura, Evelyn. Claire nakazuje kierowniczce zwolnić 18 pracowników, obcinając jednocześnie zatrudnienie w organizacji o połowę. Pod koniec dnia, kiedy Claire przychodzi by dowiedzieć się, jak poszła redukcja etatów, informuje Evelyn, że ją także od początku planowała zwolnić. Jest jasne, że Claire jest osobą pragmatyczną i pozbawioną empatii, która głęboko pragnie władzy w tak samo bezwzględny sposób jak jej mąż.
Underwood rozpoczyna zawiły plan uzyskania pozycji w Gabinecie Stanów Zjednoczonych. Rozpoczyna romans z reporterką Zoe Barns, a następnie zawiera z nią umowę – dostarcza jej informacji w zamian za publikowanie bulwersujących historii o jego rywalach. Jednocześnie manipuluje Peterem Russo, zmagającym się z problemem alkoholowym kongresmenem z Pensylwanii – chce, by ten pomógł mu podkopać pozycję senatora Michaela Kerna, który ma zostać niebawem nominowany przez prezydenta na stanowisko sekretarza stanu. Underwood docelowo zastępuje Kerna swoim własnym wyborem, senator Catherine Durant. Kongresmen wykorzystuje również Russo do zakończenia strajku nauczycieli, co poprawia jego pozycję w oczach Walkera.
Ponieważ nowy wiceprezydent Stanów Zjednoczonych jest byłym gubernatorem Pensylwanii, rozpoczynają się wybory uzupełniające na gubernatora tego stanu. Underwood pomaga Russo wyjść z alkoholizmu i wspiera jego kandydaturę na to stanowisko, ale następnie przy pomocy call girl Rachel Posner sprowadza Russo z powrotem na złą drogę i wyciągając na wierzch jego problemy alkoholowe powoduje jego upadek tuż przed wyborami. Russo reaguję na tę porażkę całkowitym powrotem do nałogu, upija się i ukrywa w swoim domu odmawiając rozmowy z kimkolwiek. Będąc pijanym postanawia oczyścić swoje imię i decyduje się na udzielenie w prasie wywiadu na temat swojej umowy z Underwoodem. Frank pozoruje jego samobójstwo, upijając go jeszcze bardziej i pozostawiając w zamkniętym garażu z włączonym silnikiem samochodu. Wykorzystując chaos podczas wyborów w Pensylwanii, Underwood przekonuje wiceprezydenta do zrezygnowania z pełnionej funkcji na rzecz kandydowania na pozycję gubernatora Pensylwanii, co otwiera kongresmenowi wolną drogę do wiceprezydentury, zgodnie z jego wcześniejszym planem.
Walker jednak ma inny plan dotyczący stanowiska wiceprezydenta. Underwood dostaje zadanie sprawdzenia wiarygodności nowego, zaskakującego kandydata, miliardera Raymonda Tuska. Po pewnym czasie Tusk ujawnia, że tak naprawdę to on został wybrany do sprawdzenia wiarygodności Underwooda. Tymczasem Underwood decyduje się zakończyć romans z Zoe, która zaczyna łączyć wątki dotyczące knowań Franka. Sezon kończy się w momencie, kiedy Underwood zgadza się objąć stanowisko wiceprezydenta Stanów Zjednoczonych.

### Seria druga
Podczas gdy Frank oczekuje na zaprzysiężenie na stanowisku wiceprezydenta, Zoe i jej koledzy z pracy, Lucas Goodwin i Janine Skorsky, kontynuują poszukiwania informacji na jego temat, w efekcie czego udaje im się zlokalizować Rachel Posner. Asystent Franka, Doug Stamper, zapewnia jej bezpieczeństwo, podczas gdy Frank zwabia Zoe na stację metra i, poza zasięgiem monitoringu, spycha ją pod nadjeżdżający pociąg. Śmierć dziewczyny sprawia, że Lucas sam kontynuuje poszukiwania i z pomocą hakera śledzi historię wiadomości Franka z AT&A. W rzeczywistości okazuje się, że haker pracuje dla Douga Stampera. W efekcie reporter rozstaje aresztowany przez FBI pod zarzutem cyberterroryzmu i krótko potem skazany.
Claire zbliża się do pierwszej damy i obie wspierają reformy dotyczące przestępstw seksualnych wśród wojskowych po tym, jak Claire ujawnia podczas wywiadu, że poddała się aborcji, kiedy na studiach została zgwałcona przez mężczyznę, który właśnie uzyskał stopień generała. Claire dowiaduje się również, że małżeństwo prezydenta przeżywa kryzys, i proponuje pierwszej damie pomoc doradcy duchownego.
Chociaż Raymond Tusk ma znaczny wpływ na prezydenta, Frank ma zamiar popsuć ich wzajemne relacje. Spotyka się z Xanderem Fengiem, chińskim biznesmenem i sojusznikiem Tuska, by zaangażować go w dyplomatyczne negocjacje, które Frank ostatecznie zgodnie z własnymi intencjami burzy, a następnie wykorzystuje chaos, jaki udało mu się spowodować tą sytuacją, aby przedstawić Tuska jako winnego całemu zajściu. To zaostrza relacje chińsko-amerykańskie, prowadząc do wojny gospodarczej o minerały ziem rzadkich, i powoduje znaczący wzrost w cenach energii w USA. Tusk otwarcie sprzeciwia się wysiłkom prezydenta mającym na celu opanowanie kryzysu. Frank odkrywa, że Tusk transferuje duże sumy pieniędzy otrzymanych od Xandera Fenga, po czym aby mu to uniemożliwić, oferuje Fengowi lukratywny kontrakt na budowę mostów w zamian za zakończenie współpracy z Tuskiem.
Departament Sprawiedliwości odkrywa, że Doug Stamper został nagrany w kasynie, i rozpoczyna dochodzenie w sprawie powiązań pomiędzy Tuskiem, Fengiem i Białym Domem. Aby zdobyć zaufanie swojego prokuratora, Frank manipuluje prezydentem, by ujawnił mu dane dotyczące swoich podróży. Na skutek tego na jaw wychodzą wizyty w poradni rodzinnej, a jednocześnie pojawia się pytanie, czy nielegalne dotacje kampanii były kiedykolwiek dyskutowane. Podczas gdy Komitet Sprawiedliwości zaczyna przygotowywać wniosek o oskarżenie prezydenta, Frank jednocześnie z prezydentem proponują Tuskowi prezydencką amnestię w zamian za wciągnięcie tego drugiego w aferę. Początkowo Tusk sprzymierza się z prezydentem; Frank nie ma innego wyjścia, jak podjąć próbę odzyskania przyjacielskich stosunków z prezydentem. Prezydent odwołuje umowę z Tuskiem, aby udowodnić swoją przyjaźń z Frankiem, na co Tusk rewanżuje się, ujawniając fakt, że prezydent wiedział o jego umowach z Chińczykami. To nie pozostawia prezydentowi innego wyboru jak zrezygnować ze stanowiska. Frank zostaje zaprzysiężony jako nowy prezydent Stanów Zjednoczonych.

### Seria trzecia
Pod koniec II serii Doug został brutalnie zaatakowany przez Rachel. W wyniku tego przechodzi żmudną oraz trudną rehabilitację i póki co nie może pomóc Underwoodowi. Frank pełni urząd prezydenta Stanów Zjednoczonych, jednak nie cieszy się szerokim poparciem społeczeństwa. Dlatego proponuje program America Works, który ma dać pracę 10 milionom bezrobotnym. Claire przejawia coraz większe ambicje i chce oprócz roli pierwszej damy być także ambasadorem USA przy ONZ, lecz w wyniku głosowania senatorów jej start przepada. Tymczasem kierownictwo Partii Demokratycznej nie chce dać Frankowi nominacji w wyborach w 2016 – Underwood oficjalnie ogłasza rezygnację z walki o fotel prezydencki i publicznie ogłasza program America Works.
Ostatecznie na skutek interwencji prezydenta w Senacie jego żona obejmuje urząd ambasadora USA przy ONZ. Underwoodowie podejmują gości z Rosji. Na ich czele stoi prezydent Wiktor Pietrow – Frank próbuje go przekonać do wspólnych działań na Bliskim Wschodzie, lecz ostatecznie negocjacje kończą się porażką, a Durant planuje zastosować weto wobec Federacji na szczycie ONZ. Tymczasem Doug Stamper z pomocą hakera, któremu dał gwarancję bezpieczeństwa i pracę w FBI poszukuje Rachel Posner.
Frank po pogrzebie trzech amerykańskich żołnierzy poległych w Afganistanie otrzymuje pogłoskę o starcie w wyborach Heather Dunbar – oskarżycielki prezydenta Garretta. By odwieść ją od tego pomysłu chce on by objęła ona urząd głównego sędziego, który pełni Robert Jacobson, lecz na skutek choroby Alzheimera planuje on przejść na emeryturę. Nieoczekiwanie Dunbar ogłasza start w wyborach na prezydenta, a Jacobson oświadcza Underwoodowi, że nie planuje przejść na wcześniejszą emeryturę. Tymczasem Doug – pozostający wciąż na bocznym torze chce dołączyć do sztabu Dunbar.
Frank i Clair ruszają do Moskwy celem renegocjacji umowy. Ceną udanego konsensu jest uwolnienie Michaela Corrigana – więźnia, który ma wygłosić oświadczenie potępiające swoją działalność. Jednak on nie chce tego zrobić, zatem Claire przebywa do jego celi i negocjuje z nim. Tymczasem Frank próbuje wypracować konsensus z prezydentem Petrovem. Pozornie wypracowany kompromis burzy samobójstwo Corrigana i słowa Claire na konferencji prasowej, które krytykują Viktora Petrova. Underwoodowie wracają bez sukcesu z Rosji, a w samolocie dochodzi między nimi do kłótni. Udało się jednak zorganizować pokojową operację ONZ w Dolinie Jordanu.
Do wschodniego wybrzeża USA zbliża się ogromny huragan. Pojawiają się kontrowersje związane z faktem, że Frank przeznaczył pieniądze związane ze zwalczaniem katastrof naturalnych na America Works. W ostateczności podpisuje ustawę, która ma zasilić fundusze na walkę z huraganem, lecz nieoczekiwanie kataklizm nie uderza. Frank zatrudnia pisarza, który ma napisać książkę dotyczącą America Works, lecz ostatecznie opisuje ona bardziej jego życiorys niż ten program. Underwood decyduje się wystartować w wyborach prezydenckich i rusza w trasę.
Na skutek śmierci 8 rosyjskich żołnierzy w Dolinie Jordanu relacje na linii USA-Rosja stają się napięte. Tymczasem Doug otrzymuje od hakera informacje o tym, że Rachel nie żyje. By ratować sytuację na Bliskim Wschodzie Frank rusza do Doliny Jordanu i spotyka się z Viktorem Petrovem. Jednak prezydent Rosji chce dalszych ustępstw, w tym żąda ustąpienia Claire ze stanowiska ambasadora USA przy ONZ. W Partii Demokratycznej ruszają prawybory. Do debaty w New Hampshire przystępują: Frank, Dunbar i Jackie Sharp. Pierwsze komentarze wskazują na zwycięstwo Underwooda, lecz nieoczekiwanie Jackie postanawia wesprzeć Heather Dunbar, tym samym łamiąc umowę z Frankiem.
Sędzia Jacobson składa rezygnację ze stanowiska. Doug powraca do Franka i otrzymuje posadę szefa sztabu prezydenta. Stamper udowadnia swoją lojalność poprzez zerwanie współpracy z Dunbar i zniszczenie pamiętnika, który mógł skompromitować Claire. Frank wygrywa prawybory w Iowa, lecz relacje z jego żoną stają się coraz chłodniejsze, aż ostatecznie Claire opuszcza Francisa. Doug uprowadza Rachel i ją zabija.

### Seria czwarta
Claire po scysji z Frankiem udaje się do Teksasu, odwiedzając swoją matkę, która jest umierająca. Claire sabotuje kampanię Franka, przez co prezydent odnosi straty. Claire stawia żądanie, iż chce zostać running mate, Frank jednak się na to nie zgadza. Claire korzysta z pomocy konsultantki z Teksasu, Leann Harvey.
Lucas Goodwin zostaje zwolniony z więzienia. Obmyśla plan zemsty, starając się dotrzeć do Heather Dunbar. Kobieta jednak nie chce z nim współpracować, co popycha Goodwina do zamachu na prezydenta, w wyniku którego ginie Meechum (który jednak zdąży zastrzelić Goodwina) a Frank zostaje bardzo ciężko ranny. Claire na wieść o zamachu rzuca się w wir polityki, lecąc do Niemiec na negocjacje z Petrovem, podczas których osiąga dyplomatyczny sukces. Nie mogąc go sobie jednak przypisać z racji tego, iż jako pierwsza dama nie posiada żadnej władzy, ceduje swoje zwycięstwo na Cathy Durant.
Stan prezydenta pogarsza się, wymaga on przeszczepu wątroby. Doug w nieetyczny sposób przesuwa Franka na czoło listy oczekujących na organ. Po przeszczepie Underwood odzyskuje zdrowie i wraca do kampanii. Dunbar zostaje pogrążona po tym, jak do prasy dociera informację o tym, iż spotkała się z Goodwinem. Kobieta rezygnuje z kandydowania. Tom Hammerschmidt rozpoczyna własne śledztwo dziennikarskie, próbując dotrzeć do osób z otoczenia Franka. Leann dołącza do zespołu Franka, co irytuje Douga. Doug chcąc zachować swoje wpływy, napuszcza na Leann Setha. Ostatecznie jednak Doug przegrywa potyczkę personalną i zmuszony jest do współpracy z Leann.
Frank po wyzdrowieniu, zgadza się by Claire została jego running mate. Wspólnie obmyślają intrygę, w wyniku której Claire mogłaby otrzymać nominację od partii. Frank proponuje kierownictwu otwartą konwencję, podczas której Claire i Frank oficjalnie popierają Cathy Durant, prowadząc jednocześnie nieetyczną grę przeciwko niej. Cathy po zorientowaniu się w sytuacji, nawiązuje sojusz z kandydatem Republikanów Willem Conwayem. Frank ucieka się do gróźb wobec Durant, w wyniku których kobieta decyduje się odpuścić. Konwent nominuje Franka i Claire na kandydatów na prezydenta i wiceprezydenta z ramienia Partii Demokratycznej.
Kandydat Republikanów, Will Conway góruje nad Underwoodem w sondażach. Conway ma ładną żonę i dzieci, jednocześnie promuje siebie jako młodego kandydata obeznanego w nowoczesnych technologiach. Conway gra kartą bezpieczeństwa, nominując na running mate generała, który przeciwstawił się Frankowi.
W obliczu zagrożenia terrorystycznego ze strony Islamskiego Kalifatu (w skrócie ICO) Frank prosi Conwaya o współpracę w celu uwolnienia trzyosobowej rodziny (rodziców z dzieckiem), która została porwana przez ekstremistów. Porywacze z zakładnikami znajdują się na terytorium USA i żądają rozmowy z Conwayem. Frank wykorzystuje obecność Conwaya do swoich politycznych celów, doprowadza jednak do uwolnienia porwanej kobiety i jej dziecka, w rękach ekstremistów pozostaje jednak mężczyzna. Z więzienia na Kubie zostaje doprowadzony terrorysta, z którym negocjuje Claire. Kobieta wymaga od niego, by poprosił ekstremistów o uwolnienie zakładnika. Podczas rozmowy z porywaczami, terrorysta działa wbrew woli Claire.
Tom Hammerschmidt uzyskuje wsparcie Jackie, Remy’ego oraz byłego prezydenta Walkera. Dziennikarz zamierza opublikować artykuł pogrążający Franka. Underwood konfrontuje się z Tomem, jednak nie osiąga niczego wobec nieugiętej postawy dziennikarza. Frank i Claire naradzają się i dochodzą do wniosku, iż odpowiedzią na atak Toma powinno być tworzenie chaosu i atmosfery strachu. Frank przemawia do narodu w orędziu i oznajmia, iż USA jest w stanie wojny z terrorystami.
W ostatniej scenie sezonu w centrum zarządzania kryzysowego Frank i Claire siedzą obok siebie na wprost ekranu. W sali obecni są też pracownicy Białego Domu. Najbliżej Claire i Franka siedzą: Tom Yates oraz Leann Harvey. Na ekranie zostaje wyemitowana scena egzekucji zakładnika. Wszyscy poza Claire i Frankiem są poruszeni filmem i odwracają głowy, nie mogąc patrzeć na nagranie. Frank i Claire oglądają egzekucję bez żadnych emocji, patrząc się bez żadnego poruszenia na ekran. Claire każe wyłączyć dźwięk, po czym Frank i Claire burzą wspólnie czwartą ścianę. Frank zwracając się do widzów oraz patrząc porozumiewawczo na Claire oświadcza, iż on i jego żona nie ulegają terrorowi, ale go stosują.

### Seria piąta
Przed wyborami w 2016 roku Frank wykorzystuje strach przez ICO, aby wprowadzić stan wojenny w miastach i zmniejszyć liczbę komisji wyborczych w najważniejszych stanach. Choć oficjalnie zrobił to z uwagi to bezpieczeństwa, ma to na celu wyeliminowanie wiejskich wyborców republikańskich. Doug grozi hakerowi Aidanowi Macallanowi, aby przeprowadził on cyberatak na NSA, zwalniając ruch internetowy i usuwając setki tysięcy plików. Administracja Underwood przypisuje atak ICO.
W dniu wyborów wynik zależy od Pensylwanii, Tennessee i Ohio. Inaczej, niż w wymarzonym planie Underwoodów, pierwsze wyniki faworyzują Conwaya. Machina polityczna Underwooda wywołuje atak terrorystyczny w Knoxville w stanie Tennessee, który zostaje przypisany do lokalnego sympatyka ICO. Ponieważ oficjalne wyniki w Pensylwanii wskazują na Conwaya, a Ohio także skłania się w jego stronę, Frank po cichu dzwoni do Conwaya, aby pogratulować zwycięstwa. Jest to jednak tylko element taktyczny, gdyż Underwoodowie kontaktują się z gubernatorem Ohio i przekonują go do wcześniejszego zakończenia wyborów z powodu zagrożenia terrorystycznego. Departamenty stanów Ohio i Tennessee nie zatwierdzają wyborów, więc żaden z kandydatów nie otrzymuje potrzebnej ilości głosów elektorskich.
Dziewięć tygodni po nierozwiązanych wyborach w życie wchodzi dwunasta poprawka - czyli głosowanie przez członków Kongresu. Podczas spotkania z grupą czarnoskórych kongresmenów Conway zaczyna tracić. W związku z tym oraz notowaniami Franka dochodzi do remisu w Kongresie, podczas gdy Claire udaje się zdobyć głosy senatorów i zaczyna pełnić obowiązki prezydenta. W obliczu remisu, Claire zarządza wybory w Ohio i Tennessee. W międzyczasie Jane Davis, urzędnik niskiego szczebla w Departamencie Handlu, posiadający szeroką siatkę połączeń i wpływów, zaczyna ściśle współpracować z Underwoodami.
Jako zwykły obywatel, Frank dociera na spotkanie potężnych ludzi w tajnej grupie zwanej Polami Elizejskimi, starając się zapewnić ich wpływ na głosy w nadchodzących wyborach. Tymczasem Conway ma załamanie psychiczne - uważa bowiem, że wybory zostały mu ukradzione. W końcu to i inne przecieki z jego kampanii są powoli przekazywane do mediów w sposób, który wydaje się niezwiązany z Underwoodami. Widząc, że jego kandydat przegrywa, menedżer kampanii Conwaya, Mark Usher, przechodzi na stronę Underwooda. Underwood wygrywa zarówno Ohio, jak i Tennessee, a Frank zostaje zaprzysiężony jako prezydent, a Claire jako wiceprezydent.
W międzyczasie Hammerschidt kontynuuje śledztwo w sprawie śmierci Zoe i otrzymuje informacje od nieznanej osoby z Białego Domu. Udostępniane mu są dokumenty, które wraz z innymi zarzutami powodują przesłuchanie Franka w celu impeachmentu. Underwoodowie zaczynają więc śledzić cały personel Białego Domu. W końcu, osoba ta wykonuje telefon do Hammerschmidta, wplatając Douga w morderstwo Zoe. Underwoodzie przekonują Douga, by przyznał się do zabójstwa Zoe, a osobą wysyłającą dokumenty okazuje się sam Frank.
Wyciek okazuje się być częścią planu Franka, aby zrezygnować z prezydentury na rzecz Claire, wierząc, że jego pragnienie władzy może zostać lepiej osiągnięte w sektorze prywatnym, działając razem z żoną-prezydentką. Frank, zaniepokojony planem Durant, aby zeznawał podczas procesu w sprawie impeachmentu, popycha ją na schody po akceptacji jej rezygnacji, przez co zostaje ona hospitalizowana i nie może zeznawać. Claire truje Yatesa zbyt dużą dawką gelsemium, które otrzymuje od Jane bojącej się, że wie on zbyt dużo. Ostatecznie, kontrahenci pracujący dla Underwoodoów eliminują LeAnn, spychając jej samochód na barierę ochronną. Frank rezygnuje i oboje czekają na odpowiedni moment, by Claire mu przebaczyła. Ma on formę wojskowej operacji specjalnej, która odnajduje lidera ICO i oddala zainteresowanie mediów od Franka. Stojąc w Gabinecie Owalnym, Claire wydaje się ponownie rozważać ułaskawienie Franka i ignoruje dotyczących sprawy jego pytań. Sezon kończy się, gdy Claire rozłącza się, aby powiedzieć widzom: "Moja kolej."

## Odcinki
| Seria | Seria | Odcinki | Udostępniono oryginalnie | Udostępniono oryginalnie | Udostępniono w Polsce | Udostępniono w Polsce | Wydanie na DVD i Blu-ray | Wydanie na DVD i Blu-ray | Wydanie na DVD i Blu-ray |
| Seria | Seria | Odcinki | Premiera serii           | Finał serii              | Premiera serii        | Finał serii           | Region 1                 | Region 2                 | Region 4                 |
| ----- | ----- | ------- | ------------------------ | ------------------------ | --------------------- | --------------------- | ------------------------ | ------------------------ | ------------------------ |
|       | 1     | 13      | 1 lutego 2013            | 1 lutego 2013            | 1 lipca 2013          | 23 września 2013      | 11 czerwca 2013          | 10 czerwca 2013          | 27 czerwca 2013          |
|       | 2     | 13      | 14 lutego 2014           | 14 lutego 2014           | 21 lutego 2014        | 16 maja 2014          | —                        | —                        | —                        |
|       | 3     | 13      | 27 lutego 2015           | 27 lutego 2015           | 28 lutego 2015        | 28 lutego 2015        | —                        | —                        | —                        |
|       | 4     | 13      | 4 marca 2016             | 4 marca 2016             | 4 marca 2016          | 4 marca 2016          | —                        | —                        | —                        |
|       | 5     | 13      | 30 maja 2017             | 30 maja 2017             | 30 maja 2017          | 30 maja 2017          | —                        | —                        | —                        |
|       | 6     | 8       | 2 listopada 2018         | 2 listopada 2018         | 2 listopada 2018      | 2 listopada 2018      | —                        | —                        | —                        |